# Felsősebes (Ukrajna)
Felsősebes (ukránul: Верхній Бистрий) település Ukrajnában, Kárpátalján, a Huszti járásban.

## Fekvése
Ökörmezőtől északra, a Nagy-ág folyó Verhovinai szakaszán és a Sebes-patak torkolatánál fekvő település.

## Nevének eredete
Az elsődleges Sebespatak helységnév magyar eredetű, víznévből keletkezett névátvitellel. A magyar nevet rövid időn belül felváltotta a párhuzamos névadással keletkezett szláv név, és a 17. századtól már csak Bisztra alakban fordul elő (Mizser 2007: 98–9). A 19. századtól használt Felső- előtag Alsóbisztra nevének előtagjával áll korrelációban. A patak ruszin neve Bisztra (Бúстрий потік). A hivatalos ukrán Верхній Бистрий a történelmi, nőnemű Bisztra névtől eltérően hímnemű forma.
A helység nevét 1904-ben Felsősebesre magyarosították (Lelkes 67).

## Története
Felsősebes (Felsőbisztra) nevét 1651-ben említette először oklevél Sebespatak néven említették. Későbbi névváltozatai:  1688-ban Bisztra, 1808-ban Bisztra, Bystra, 1828-ban Bisztra (Felső)(Nagy 195), 1838-ban Felső-Bisztra (Schem. 57), 1851-ben Felső-Bisztra, 1877-ben Bisztra (Felső-) (hnt.), 1907-ben Felsősebes, 1925-ben  Bystrá Vyžni, 1930-ban Bystrý Vyšni (ComMarmUg. 146–7), 1944-ben Felsőbisztra, Вышня Быстра (hnt.), 1983-ban Верхній Бистрий, Верхнuй Быстрый (Zo).
A település a 17. század elején keletkezett, 1688-ban birtokosaként az ugocsai Gazdag Jánost említették.
Pesty Frigyes az 1800-as években írta a településről:
Bisztrának neveztetik a falun keresztül folyó Sebes és hideg pataktól, mely patak a Toronyától lefolyó és a telepitvényt egy harmadik részre átvágó Nagy ág vizébe ömlik, a felső elnevezett (!) később nyeré, miután Berezna mellett is egy Bisztra alakult, ’s az – alsó Bisztra elnevezést – ez pedig felső Bisztra elnevezést nyert.
A falu nevét 1904-ben a helységnévrendezéskor Felsősebesre magyarosították.